# Serie A 2008-2009 (calcio a 5)
Il campionato di Serie A 2008-2009 è stato il ventesimo campionato di Serie A e la ventiseiesima manifestazione nazionale che assegnasse il titolo di campione d'Italia. La stagione regolare ha preso avvio il 25 ottobre 2008 e si è conclusa il 25 aprile 2009, prolungandosi fino all'8 giugno 2009 con la disputa delle partite di spareggio. Il regolamento è il medesimo della stagione precedente.

## Stagione regolare

### Classifica
|  | Pos. | Squadra               | Pt | G  | V  | N | P  | GF  | GS  | DR   |
|  | ---- | --------------------- | -- | -- | -- | - | -- | --- | --- | ---- |
|  | 1.   | Luparense             | 55 | 26 | 16 | 7 | 3  | 106 | 45  | +61  |
|  | 2.   | Montesilvano          | 55 | 26 | 16 | 7 | 3  | 95  | 59  | +36  |
|  | 3.   | Marca Trevigiana      | 53 | 26 | 16 | 5 | 5  | 106 | 64  | +42  |
|  | 4.   | Arzignano             | 44 | 26 | 13 | 5 | 8  | 96  | 47  | +49  |
|  | 5.   | Bisceglie             | 41 | 26 | 11 | 8 | 7  | 83  | 65  | +18  |
|  | 6.   | Napoli                | 40 | 26 | 11 | 7 | 8  | 89  | 64  | +25  |
|  | 7.   | CLT Terni             | 32 | 26 | 8  | 8 | 10 | 84  | 69  | +15  |
|  | 8.   | Lazio Colleferro      | 31 | 26 | 8  | 8 | 10 | 86  | 85  | +1   |
|  | 9.   | Cagliari              | 31 | 26 | 8  | 7 | 11 | 94  | 74  | +20  |
|  | 10.  | Napoli Barrese        | 30 | 26 | 8  | 6 | 12 | 92  | 87  | +5   |
|  | 11.  | Augusta               | 30 | 26 | 8  | 6 | 12 | 75  | 83  | -8   |
|  | 12.  | Pescara               | 27 | 26 | 6  | 9 | 11 | 81  | 100 | -19  |
|  | 13.  | Polizia Penitenziaria | 18 | 26 | 3  | 9 | 14 | 54  | 72  | -18  |
|  | 14.  | Pro Scicli            | 9  | 26 | 2  | 4 | 20 | 39  | 266 | -217 |

### Verdetti
- Luparense campione d'Italia 2008-2009 e qualificata alla Coppa UEFA 2009-2010.
- Arzignano, Luparense, Marca Trevigiana e Montesilvano qualificate al secondo turno dei play-off.
- Bisceglie, Cagliari, Lazio-Colleferro, Napoli, Napoli Barrese e Circolo Lavoratori Terni' qualificate al primo turno dei play-off.
- Augusta e Pescara salve dopo i play-out.
- Polizia Penitenziaria e Pro Scicli retrocesse in Serie A2 2009-2010 (calcio a 5).

### Calendario e risultati
| andata       | 1ª giornata                | ritorno      |
| 25 ott. 2008 |                            | 17 gen. 2009 |
| 4-2          | Arzignano - Pescara        | 8-0          |
| 4-3          | Bisceglie - Napoli Barrese | 3-2          |
| 3-2          | Terni - LazioColleferro    | 1-1          |
| 6-1          | Montesilvano - Maran       | 2-2          |
| 2-3          | Napoli - Augusta           | 1-7          |
| 5-2          | Pro Scicli - Marca         | 0-18         |
| 1-4          | Cagliari – Luparense       | 4-2          |

| andata       | 4ª giornata               | ritorno     |
| 15 nov. 2008 |                           | 3 feb. 2009 |
| 1-1          | Augusta - Pro Scicli      | 12-1        |
| 1-5          | Terni - Arzignano         | 2-2         |
| 3-3          | LazioColleferro - Maran   | 3-2         |
| 0-0          | Luparense - Napoli        | 1-1         |
| 3-3          | Marca - Montesilvano      | 3-2         |
| 3-7          | Napoli Barrese - Cagliari | 3-3         |
| 2-2          | Pescara - Bisceglie       | 3-2         |

| andata      | 7ª giornata                | ritorno      |
| 6 dic. 2008 |                            | 28 feb. 2009 |
| 0-6         | Augusta - Luparense        | 2-6          |
| 4-4         | Maran Spoleto - Pescara    | 2-4          |
| 5-3         | Marca - Barrese            | 5-1          |
| 5-3         | Montesilvano - Terni       | 2-1          |
| 2-2         | Napoli - Bisceglie         | 2-1          |
| 2-2         | Pro Scicli - Arzignano     | 1-20         |
| 2-3         | Cagliari - LazioColleferro | 3-5          |

| andata       | 10ª giornata                | ritorno     |
| 27 dic. 2008 |                             | 4 apr. 2009 |
| 5-1          | Arzignano - Montesilvano    | 0-1         |
| 6-0          | Bisceglie - Pro Scicli      | 11-0        |
| 2-1          | Terni - Maran Spoleto       | 0-0         |
| 0-6          | LazioColleferro - Luparense | 2-2         |
| 4-0          | Napoli Barrese - Augusta    | 1-5         |
| 1-6          | Pescara - Marca             | 5-6         |
| 4-2          | Cagliari - Napoli           | 1-3         |

| andata       | 13ª giornata                 | ritorno      |
| 10 gen. 2009 |                              | 18 apr. 2009 |
| 1-2          | Augusta - Arzignano          | 4-1          |
| 7-0          | LazioColleferro - Pro Scicli | 14-3         |
| 6-0          | Luparense - Terni            | 5-4          |
| 1-4          | Maran Spoleto - Cagliari     | 0-3          |
| 3-3          | Marca - Bisceglie            | 2-4          |
| 3-3          | Montesilvano - Napoli        | 3-2          |
| 9-2          | Napoli Barr. – Pescara       | 6-6          |

| andata       | 2ª giornata                    | ritorno      |
| 1º nov. 2008 |                                | 24 gen. 2009 |
| 3-2          | Augusta - Cagliari             | 2-4          |
| 5-5          | LazioColleferro - Montesilvano | 2-3          |
| 4-1          | Luparense - Bisceglie          | 2-2          |
| 2-2          | Maran Spoleto - Pro Scicli     | 9-0          |
| 3-0          | Marca - Napoli                 | 4-5          |
| 4-3          | Napoli Barr. - Arzignano       | 0-5          |
| 2-5          | Pescara - Terni                | 3-3          |

| andata       | 5ª giornata                 | ritorno     |
| 22 nov. 2008 |                             | 7 feb. 2009 |
| 2-2          | Bisceglie - LazioColleferro | 6-3         |
| 2-2          | Maran Spoleto - Luparense   | 1-5         |
| 5-2          | Marca - Augusta             | 3-2         |
| 4-3          | Montesilvano - Napoli Barr. | 2-2         |
| 2-0          | Napoli - Terni              | 4-6         |
| 4-3          | Pro Scicli - Pescara        | 3-11        |
| 3-3          | Cagliari - Arzignano        | 1-5         |

| andata       | 8ª giornata               | ritorno     |
| 13 dic. 2008 |                           | 7 mar. 2009 |
| 1-4          | Arzignano - Napoli        | 1-1         |
| 5-3          | Bisceglie - Cagliari      | 3-3         |
| 8-3          | Terni - Pro Scicli        | 21-0        |
| 4-4          | LazioColleferro - Augusta | 5-5         |
| 3-3          | Luparense - Marca         | 3-5         |
| 3-2          | Napoli Barrese - Spoleto  | 0-4         |
| 1-3          | Pescara - Montesilvano    | 3-4         |

| andata      | 11ª giornata                 | ritorno     |
| 3 gen. 2009 |                              | 7 apr. 2009 |
| 6-4         | Augusta - Terni              | 0-0         |
| 6-1         | Luparense - Pescara          | 4-4         |
| 4-4         | Spoleto - Bisceglie          | 2-3         |
| 1-5         | Marca - Arzignano            | 6-4         |
| 2-1         | Montesilvano - Cagliari      | 3-3         |
| 4-2         | Napoli Barr. - LazioCollerro | 6-4         |
| 1-11        | Pro Scicli - Napoli          | 3-19        |

| andata      | 3ª giornata                 | ritorno      |
| 8 nov. 2008 |                             | 31 gen. 2009 |
| 0-0         | Arzignano - LazioColleferro | 4-0          |
| 2-1         | Bisceglie - Terni           | 1-3          |
| 2-2         | Maran Spoleto - Marca       | 0-4          |
| 5-3         | Montesilvano - Augusta      | 6-1          |
| 2-0         | Napoli - Napoli Barrese     | 2-3          |
| 3-9         | Pro Scicli - Luparense      | 1-10         |
| 2-3         | Cagliari - Pescara          | 3-3          |

| andata       | 6ª giornata                 | ritorno      |
| 29 nov. 2008 |                             | 21 feb. 2009 |
| 7-1          | Arzignano - Bisceglie       | 2-4          |
| 1-1          | Augusta - Maran Spoleto     | 2-3          |
| 1-1          | Terni - Cagliari            | 7-5          |
| 2-1          | LazioColleferro - Marca     | 2-4          |
| 5-2          | Luparense - Montesilvano    | 1-2          |
| 2-2          | Napoli Barrese - Pro Scicli | 21-0         |
| 2-2          | Pescara - Napoli            | 2-2          |

| andata       | 9ª giornata              | ritorno      |
| 20 dic. 2008 |                          | 28 mar. 2009 |
| 0-5          | Augusta - Pescara        | 3-3          |
| 4-1          | Luparense - Napoli Barr. | 5-2          |
| 1-2          | Spoleto - Arzignano      | 1-4          |
| 3-1          | Marca - Terni            | 2-0          |
| 3-2          | Montesilvano - Bisceglie | 1-1          |
| 6-2          | Napoli - LazioColleferro | 4-6          |
| 0-5          | Pro Scicli - Cagliari    | 1-20         |

| andata      | 12ª giornata              | ritorno      |
| 6 gen. 2009 |                           | 11 apr. 2009 |
| 0-3         | Arzignano - Luparense     | 1-2          |
| 6-1         | Bisceglie - Augusta       | 2-5          |
| 3-3         | Terni - Napoli Barrese    | 3-3          |
| 3-2         | Napoli - Spoleto          | 4-2          |
| 3-2         | Pescara - LazioColleferro | 3-5          |
| 2-7         | Pro Scicli - Montesilvano | 1-15         |
| 4-4         | Cagliari - Marca          | 2-3          |

### Statistiche e record

#### Record
- Maggior numero di vittorie: Luparense, Marca e Montesilvano (16)
- Minor numero di sconfitte: Luparense e Montesilvano (3)
- Migliore attacco: Luparense e Marca (106)
- Miglior difesa: Luparense (45)
- Miglior differenza reti: Luparense (+61)
- Maggior numero di pareggi: Pescara e Polizia Penitenziaria (9)
- Minor numero di pareggi: Pro Scicli (4)
- Minor numero di vittorie: Pro Scicli (2)
- Maggior numero di sconfitte: Pro Scicli (20)
- Peggiore attacco: Pro Scicli (39)
- Peggior difesa: Pro Scicli (266)
- Peggior differenza reti: Pro Scicli (-227)
- Partita con più reti: Napoli - Pro Scicli 19-3 (22)
- Partita casalinga con maggiore scarto di gol: Arzignano - Pro Scicli 20-1 (19)
- Partita in trasferta con maggiore scarto di gol: Pro Scicli - Barrese 0-21 (21)
- Miglior serie positiva: ?
- Risultato più frequente: 2-2 (15)
- Totale dei gol segnati: 1180

#### Classifica marcatori
| Gol |  |  | Giocatore           | Squadra          |
| --- |  |  | ------------------- | ---------------- |
| 28  |  |  | Kaká                | Augusta          |
| 26  |  |  | Edgar Schurtz       | Napoli Barrese   |
| 21  |  |  | Clayton Baptistella | Arzignano        |
| 21  |  |  | Zé Renato           | Lazio Colleferro |
| 20  |  |  | Jonas               | Arzignano        |
| 20  |  |  | Alessandro Patias   | Montesilvano     |
| 18  |  |  | Raphael Bessa       | CLT Terni        |
| 17  |  |  | Wagner Leite        | CLT Terni        |
| 16  |  |  | Erick Bellomo       | Marca Trevigiana |
| 16  |  |  | Fábio Previdelli    | Cagliari         |

## Play-off
Ai play-off si qualificano le prime 10 squadre della serie A e le vincenti dei due gironi di serie A2, ovvero Atiesse e Napoli Vesevo. Le prime quattro della serie A aspettano ai quarti mentre le altre otto disputano un turno in più ad eliminazione diretta con gare di andata e ritorno. Il regolamento prevede che accedano ai quarti di finale le squadre che, nell'arco del doppio confronto, avranno realizzato il maggior numero di reti. In caso di parità,al termine del secondo incontro, si disputeranno due tempi supplementari da 5' ciascuno. In caso di ulteriore parità, passeranno il turno le squadre di categoria superiore o quelle meglio classificate al termine della stagione regolare. I quarti, le semifinali e la finale si giocano al meglio delle tre partite. Passerà il turno la squadra che totalizzerà più punti, indipendentemente dalla differenza reti, nelle prime due gare. In caso di un successo per parte o di due pareggi, si disputerà una terza gara sullo stesso campo di gara 2. In caso di parità al termine dei tempi regolamentari di questa terza gara, si procederà a due tempi supplementari da 5' ciascuno e, se necessario, ai tiri di rigore.

### Tabellone
|  | 1º turno         | 1º turno  | 1º turno | 1º turno  |        |              | Quarti | Quarti | Quarti    | Quarti           |   |   | Semifinali | Semifinali | Semifinali | Semifinali |  |  | Finale | Finale | Finale | Finale |
|  |                  |           |          |           |        |              |        |        |           |                  |   |   |            |            |            |            |  |  |        |        |        |        |
|  |                  |           |          |           |        |              |        |        |           |                  |   |   |            |            |            |            |  |  |        |        |        |        |
|  |                  |           |          |           |        |              |        |        |           |                  |   |   |            |            |            |            |  |  |        |        |        |        |
|  | Luparense        | 2         | 4        |           |        |              |        |        |           |                  |   |   |            |            |            |            |  |  |        |        |        |        |
|  | Luparense        | 2         | 4        | Cagliari  | 5      | 2            |        |        |           |                  |   |   |            |            |            |            |  |  |        |        |        |        |
|  |                  | Cagliari  | 0        | Cagliari  | 5      | 2            | 1      |        |           |                  |   |   |            |            |            |            |  |  |        |        |        |        |
|  | Lazio Colleferro | Cagliari  | 0        | 0         | 5      |              | 1      |        | Luparense | 2                | 1 | 4 |            |            |            |            |  |  |        |        |        |        |
|  | Lazio Colleferro |           |          |           |        |              |        |        | Luparense | 2                | 1 | 4 |            |            |            |            |  |  |        |        |        |        |
|  |                  |           |          |           |        | Arzignano    | 2      | 1      | 3         |                  |   |   |            |            |            |            |  |  |        |        |        |        |
|  | Arzignano        | 5         | 8        |           |        | Arzignano    | 2      | 1      | 3         |                  |   |   |            |            |            |            |  |  |        |        |        |        |
|  | Arzignano        | 5         | 8        | Bisceglie | 2      | 5            |        |        |           |                  |   |   |            |            |            |            |  |  |        |        |        |        |
|  |                  | Bisceglie | 4        | Bisceglie | 2      | 5            | 2      |        |           |                  |   |   |            |            |            |            |  |  |        |        |        |        |
|  | Atiesse          | Bisceglie | 4        | 2         | 1      |              | 2      |        | Luparense | 3                | 2 |   |            |            |            |            |  |  |        |        |        |        |
|  | Atiesse          |           |          |           |        |              |        |        | Luparense | 3                | 2 |   |            |            |            |            |  |  |        |        |        |        |
|  |                  |           |          |           |        | Montesilvano | 1      | 0      |           |                  |   |   |            |            |            |            |  |  |        |        |        |        |
|  | Marca Trevigiana | 8         | 2        | 4         |        | Montesilvano | 1      | 0      |           |                  |   |   |            |            |            |            |  |  |        |        |        |        |
|  | Marca Trevigiana | 8         | 2        | 4         | Napoli | 3            | 7      |        |           |                  |   |   |            |            |            |            |  |  |        |        |        |        |
|  |                  | Napoli    | 2        | 4         | Napoli | 3            | 7      | 3      |           |                  |   |   |            |            |            |            |  |  |        |        |        |        |
|  | Napoli Vesevo    | Napoli    | 2        | 4         | 6      | 2            |        | 3      |           | Marca Trevigiana | 2 | 3 | 8          |            |            |            |  |  |        |        |        |        |
|  | Napoli Vesevo    |           |          |           |        |              |        |        |           | Marca Trevigiana | 2 | 3 | 8          |            |            |            |  |  |        |        |        |        |
|  |                  |           |          |           |        | Montesilvano | 4      | 1      | 9         |                  |   |   |            |            |            |            |  |  |        |        |        |        |
|  | Montesilvano     | 6         | 5        |           |        | Montesilvano | 4      | 1      | 9         |                  |   |   |            |            |            |            |  |  |        |        |        |        |
|  | Montesilvano     | 6         | 5        | CLT Terni | 4      | 1            |        |        |           |                  |   |   |            |            |            |            |  |  |        |        |        |        |
|  |                  | CLT Terni | 2        | CLT Terni | 4      | 1            | 0      |        |           |                  |   |   |            |            |            |            |  |  |        |        |        |        |
|  | Napoli Barrese   | CLT Terni | 2        | 2         | 3      |              | 0      |        |           |                  |   |   |            |            |            |            |  |  |        |        |        |        |
|  | Napoli Barrese   |           |          |           | 3      |              |        |        |           |                  |   |   |            |            |            |            |  |  |        |        |        |        |

### Risultati

#### Primo turno

##### Andata
| Arbitri: | Teodosio Lacava (Potenza) Alessio Anzuini (L'Aquila) |

|                                                |           |  |
| Bonfin 16’, 22’, 31’ Serginho 37’ Scarparo 38’ | Marcatori |  |

| Arbitri: | Alberto Zennaro (Venezia) Marco Fapore (L'Aquila) |

|                           |           |                      |
| Ticiani 12’ Rodrigues 30’ | Marcatori | 23’ Nicolodi 27’ Dao |

| Arbitri: | Angelo Montesardi (Brindisi) Roberto Astolfi (Rovigo) |

|                                                                                                 |           |                                              |
| Fornari 16'52'’ (t.l.), 18'24'’, 39'46'’ Campano 25'55'’ (rig.) Melise 26'38’ Bresciani 39'17'’ | Marcatori | 17'05'’ (t.l.), 23'40'’ Danilo 17'33'’ Dimas |

| Arbitri: | Antonio Marogna (Sassari) Stefano Guicciardi (Finale Emilia) |

|                             |           |                                                   |
| R. Villalba 25’ De Luca 39’ | Marcatori | 14’ Vendrame 16’, 28’ Bessa 37’ Diego De Carvalho |

##### Ritorno
| Arbitri: | Maria Luisa Fecola (Forlì) Tito Stampacchia (Modena) |

|                                                          |           |                          |
| Giovenali 21’ Zé Renato 25’, 36’, 39'55'’ Calderolli 38’ | Marcatori | 2’ Previdelli 16’ Bonfin |

| Arbitri: | Domenico Spinelli (Bolzano) Pierluigi Bedendo (Rovigo) |

|                                                |           |            |
| Planas 2’, 6’ Nicolodi 23’ Dao 29’ Pedotti 35’ | Marcatori | 15’ Rugama |

| Arbitri: | Andrea Giada (Mestre) Giorgio D'Agostino (Sondrio) |

| |           |                           |
| Rogério 1'37’’ Alcaraz 9'23’’ Dimas 16'06’’ E. Bertoni 23'22’’, 29'15’’ Borruto 27'43’’ Luiz 35'12’’ | Marcatori | 6'44’’, 38'03’’ Bresciani |

| Arbitri: | Francesca Muccardo (Roma 2) Leonardo Balli (Prato) |

|              |           |                                           |
| De Sousa 44’ | Marcatori | 34’ N. Pelentir 35’ Rod. Bertoni 42’ Bico |

#### Quarti di finale

##### Gara 1
| Arbitri: | Salvatore Vittorio (Sulmona) Fabio Bosi (Foligno) |

|  |           |                       |
|  | Marcatori | 12’ Vampeta 36’ Canal |

| Arbitri: | Alberto Maestroni (Varese) Mario Iacuzio (Nocera Inferiore) |

|                                             |           |                                                                           |
| Todeschini 7’ Pedotti 31’ Laion 35’ Dao 36’ | Marcatori | 19'55’’ (aut.) Planas 27’, 32’ Brancher 28’ Cuzzolino 29’ (aut.) Mocellin |

| Arbitri: | Walter Berardi (Gallarate) Giacomo De Varti (Foggia) |

|                                |           |                                                                                        |
| Danilo 16'30’’ (rig.) Luiz 35’ | Marcatori | 8’, 28’ Scandolara 10’ (rig.), 29’ Wilhelm 16’ (t.l.), 34’ Nora 37’ Benítez 38’ Duarte |

| Arbitri: | Pietro Marchetti (San Donà) Vittorio Sperati (Rieti) |

|                   |           |                                                 |
| De Sousa 25’, 36’ | Marcatori | 12’, 26’ Júnior 29’, 38’ Patias 31’, 33’ Caputo |

##### Gara 2
| Arbitri: | Luigi Case (Pescara) Alessandro Scardicchio (Bari) |

|                                       |           |            |
| Canal 23'12’’, 23'36’’ Mielo 26’, 36’ | Marcatori | 8’ Cerruti |

| Arbitri: | Andrea Liga (Palermo) Pasquale Granato (Frattamaggiore) |

|                                                                        |           |                            |
| Cuzzolino 6’, 26’ Jonas 8’, 14’, 23’ Brancher 8'30’’, 34’ Bizzarri 28’ | Marcatori | 18’ Lastrucci 35’ Nicolodi |

| Arbitri: | Gaetano Gangilli (La Spezia) Giuseppe Piazzolla (Barletta) |

|                   |           |                                                 |
| Nora 25’ Alan 40’ | Marcatori | 15’ Dimas 28’ Alcaraz 33’ Fantecele 37’ Borruto |

| Arbitri: | Luca Giacomin (Mestre) Luca Rainato (Padova) |

|                                           |           |  |
| Patias 9’, 32’ Júnior 13’, 14’ Burato 35’ | Marcatori |  |

##### Gara 3
| Arbitri: | Claudio Valle (Mantova) Mario Paolone (Campobasso) |

|                                             |           |                                             |
| Nora 7’ Coco 15’ Wilhelm 23’ Duarte 39'47’’ | Marcatori | 10’ (rig.) E. Bertoni 24’ Alcaraz 34’ Dimas |

#### Semifinali

##### Gara 1
| Arbitri: | Marcello Toscano (Ercolano) Mario Baglivo (Pisa) |

|                                        |           |                                  |
| Baptistella 21’ Vampeta 39'52’’ (aut.) | Marcatori | 25'30’’ Canal 39'40’’ Pellegrini |

| Arbitri: | Mario Romeo (Acireale) Donato Mauro (Battipaglia) |

|                         |           |                                                  |
| Alan 10’ Duarte 39'40’’ | Marcatori | 4’ Caputo 10’ Garcias 15’ Patias 39'30’’ Ghiotti |

##### Gara 2
| Arbitri: | Carlo Di Marco (Pescara) Augusto Balestra (Forlì) |

|         |           |                |
| Nuno 8’ | Marcatori | 36'40’’ Feller |

| Arbitri: | Mauro Del Tutto (Ciampino) Aniello Prisco (Frosinone) |

|            |           |                                          |
| Ottoni 28’ | Marcatori | 19’ De Nichile 37’ Wilhelm 38’ Marquinho |

##### Gara 3
| Arbitri: | Luca Giacomin (Mestre) Gaetano Trinchese (Nola) |

|                                                          |           |                                                        |
| Canal 19'59’’ Honorio 22'20’’ Nuno 31’ Sandrinho 49'55’’ | Marcatori | 17'40’’ Brancher 22'33’’ Baptistella 38'45’’ Chilavert |

| Arbitri: | Mario Baglivo (Pisa) Francesco Massini (Roma 1) |

|                                                  |                      |                                                       |
| Caputo 5’, 7’ Patias 44'59’’ (tl) Garcias 47’    | Marcatori            | 2’ Duarte 27’ Alan 48’ Duarte 49’ Duarte              |
| Ottoni Patias Garcias Caputo Júnior Forte Burato | Tiri di rigore 5 – 4 | Scandolara Alan Duarte Wilhelm Coco Rodrigues Benítez |

#### Finale

##### Gara 1
| Arbitri: | Salvatore Lombardo (Palermo) Angelo Grimaldi (Vibo Valentia) |

|                   |           |                                             |
| Patias 36’ (t.l.) | Marcatori | 1'15’’ Sandrinho 15’ Vampeta 39’ Pellegrini |

##### Gara 2
| Arbitri: | Gianluca Dal Mas (Milano) Alessandro Malfer (Rovereto) |

|                            |           |  |
| Honorio 36’ Pellegrini 39’ | Marcatori |  |

### Classifica marcatori
| Gol |  |  | Giocatore         | Squadra          |
| --- |  |  | ----------------- | ---------------- |
| 7   |  |  | Alessandro Patias | Montesilvano     |
| 6   |  |  | Vinícius Duarte   | Marca Trevigiana |
| 5   |  |  | Márcio Brancher   | Arzignano        |
| 5   |  |  | Mauro Canal       | Luparense        |
| 5   |  |  | Ricardo Caputo    | Montesilvano     |
| 4   |  |  | Vanderlei Bonfim  | Cagliari         |
| 4   |  |  | Dimas             | Napoli           |
| 4   |  |  | Patrick Nora      | Marca Trevigiana |
| 4   |  |  | Fernando Wilhelm  | Marca Trevigiana |
| 3   |  |  | Alan              | Marca Trevigiana |
| 3   |  |  | Fabio Alcaraz     | Napoli           |
| 3   |  |  | Edgar Bertoni     | Napoli           |

| Gol |  |  | Giocatore           | Squadra       |
| --- |  |  | ------------------- | ------------- |
| 3   |  |  | Cristian Bresciani  | Napoli Vesevo |
| 3   |  |  | Leandro Cuzzolino   | Arzignano     |
| 3   |  |  | Danilo              | Napoli        |
| 3   |  |  | Dao                 | Bisceglie     |
| 3   |  |  | ? De Sousa          | CLT Terni     |
| 3   |  |  | Jader Fornari       | Napoli Vesevo |
| 3   |  |  | Jonas               | Arzignano     |
| 3   |  |  | Júnior              | Montesilvano  |
| 3   |  |  | Douglas Nicolodi    | Bisceglie     |
| 3   |  |  | Anderson Pellegrini | Luparense     |
| 3   |  |  | Zé Renato           | Lazio         |

## Play-out
I play-out si svolgono con gare di andata e ritorno tra le vincitrici dei play-off di serie A2 e l'11ª e la 12ª classificata in serie A. Se al termine della partita di ritorno le squadre si trovassero in parità di differenza reti si andrà ai supplementari ma se anche dopo l'extra-time il risultato non cambiasse resteranno in serie A le squadre che già c'erano.

### Andata
| Roma 16 maggio 2009, ore 16:00                                                                                   | Torrino   | 2 – 5 (0-4) referto                                                  | Pescara | Centro sportivo Giulio Onesti |
| Ippoliti 25'27'’ M. Urio 37'09'’ Marcatori 5'53'’ Rosinha 7'55'’ , 8'08'’ Manzali 16'39'’ Rosinha 33'50'’ Vagner |           |                                                                      |         |                               |
| |           |                                                                      |         |                               |
| Ippoliti 25'27'’ M. Urio 37'09'’                                                                                 | Marcatori | 5'53'’ Rosinha 7'55'’, 8'08'’ Manzali 16'39'’ Rosinha 33'50'’ Vagner |         |                               |

| Arbitri: | Vincenzo Vitrioli (Reggio Calabria) Massimo Cumbo (Ostia Lido) |

|                  |           |                                             |
| Rotella 20’, 34’ | Marcatori | 14’, 14'30'’ Cavinato 16’ Vilela 30’ Merlim |

### Ritorno
| Arbitri: | Alessandro Malfer (Rovereto) Gianluca Dal Mas (Milano) |

|                                                             |           |                                                 |
| G. Ayala 3’ Menini 16’ Manzali 32’ E. Ayala 37’ Rosinha 39’ | Marcatori | 18’ Bachega 21’ Moreira 29’ Corsini 30’ Giasson |

| Arbitri: | Fabio Bosi (Foligno) Domenico Spinelli (Bolzano) |

|                                 |           |             |
| Cavinato 3’, 20’ Merlim 4’, 27’ | Marcatori | 13’ Rotella |

## Supercoppa italiana
| Arbitri: | Mario Baviglio (Pisa) Alessandro Malfer (Rovereto) |

| |            | |
| Fortino 4’ (aut.) Vampeta 5’ Adelmo 27’ Barro 28’ | Marcatori  | 8’ Cavinato 39’ Dall'Onder |
| · Rafael Peixoto · Anderson Pellegrini · Roald Halimi · Heverton Reinaldi · Nuno · Marcelo Barro · Rogério Mielo · Adelmo Pereira · Humberto Honorio · Vampeta · Mauro Canal · Miguel Weber | Formazioni | · Bruno Falcone · Dall'Onder · Belem · Rodolfo Fortino · João Pedro Vilela · Rafael Tosta · Bernardes · Sgarbossa · Alex Merlim · Diego Cavinato · Kaká · Carles |
| Jesús Velasco | Allenatori | Milton Vaz |

## Copertura televisiva
In Italia il Campionato italiano di calcio a 5 viene trasmesso in diretta al sabato pomeriggio da Raisport più: una partita a settimana. Il 6 dicembre per la prima volta c'è stata una doppia diretta televisiva: alle 16:15 su Raisport più Cagliari-LazioColleferro, mentre su Rai 3 alle 17:15 diretta del secondo tempo di Marca Trevigiana-Napoli Barrese.